# Kryzys wieku III

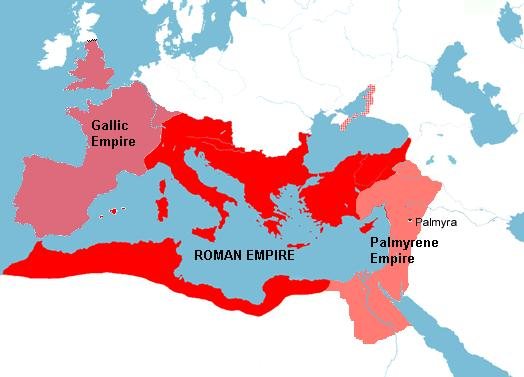
Cesarstwo Rzymskie (ciemnoczerwony kolor), Cesarstwo Palmyry (czerwony kolor) oraz Cesarstwo galijskie (różowy kolor) w 271 roku n.e.

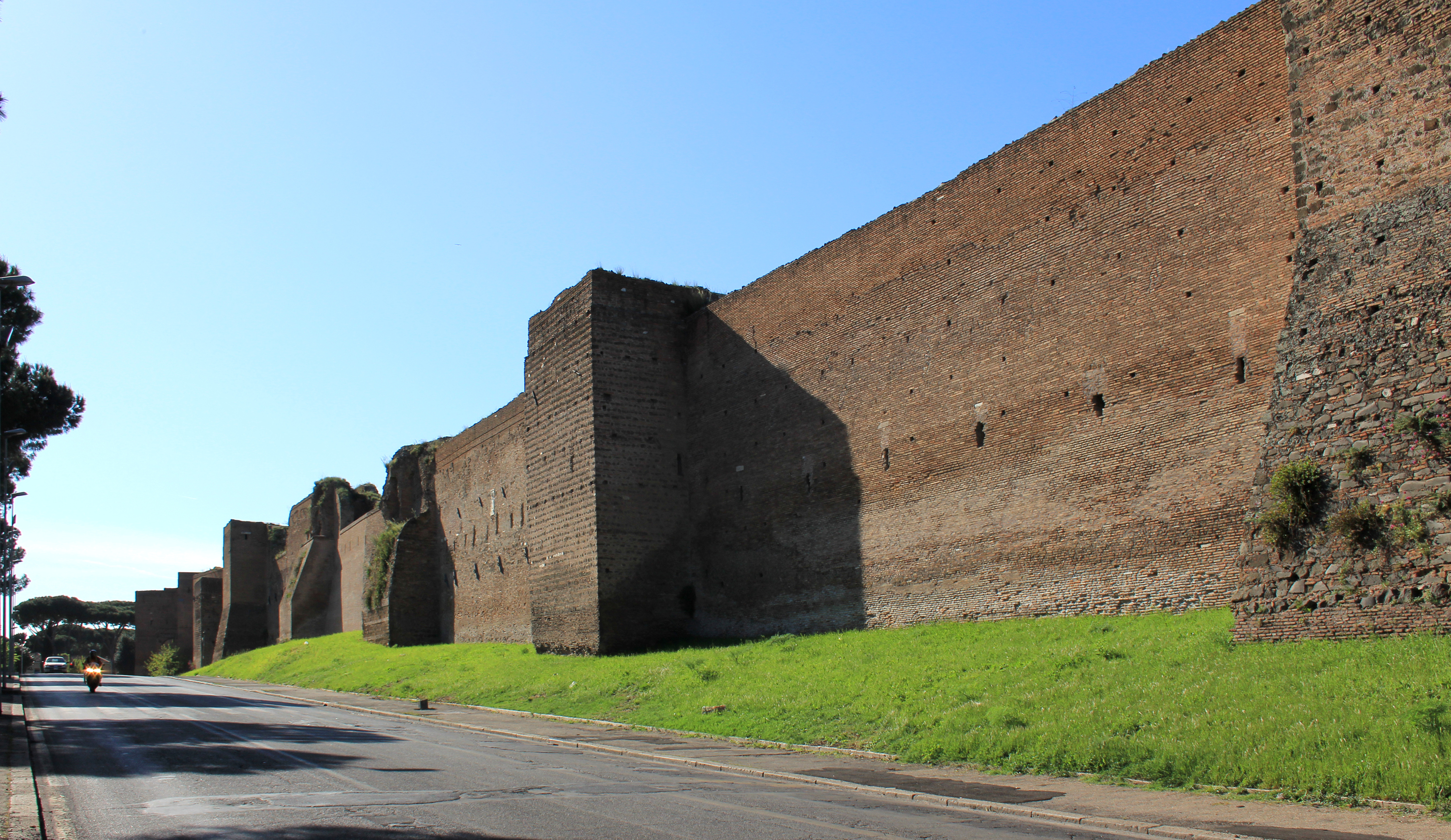
Mur Aureliana opasający Rzym został zbudowany z powodu wzrostu zagrożenia najazdami barbarzyńców

Kryzys III wieku – szereg wydarzeń politycznych, militarnych, gospodarczych i społecznych w dziejach Cesarstwa Rzymskiego, które miały miejsce między zamordowaniem cesarza Aleksandra Sewera w roku 235 a objęciem władzy przez Dioklecjana w roku 284. Epoka kryzysu oddziela dwie podstawowe formy ustrojowe cesarstwa: istniejący od czasów Oktawiana Augusta pryncypat do ukształtowanego ostatecznie za Dioklecjana dominatu.

## Geneza
Brak legitymizacji władzy u następców Aleksandra Sewera stał się przyczyną ciągłych rewolt wojskowych i nagłego przekazywania cesarskiej purpury kolejnym kandydatom. Jednym z powodów tego stanu rzeczy była stopniowa militaryzacja cesarstwa, której usiłowali zapobiec bardziej dalekowzroczni doradcy Aleksandra. Panowanie ostatniego Sewera zamyka również okres w dziejach cesarstwa zwany pryncypatem, gdy cesarz wśród senatorów formalnie był tylko pierwszym wśród równych (primus inter pares). Kolejną przyczyną kryzysu politycznego i licznych uzurpacji cesarskich był brak jasno określonych zasad sukcesji.

## Charakterystyka kryzysu
Kryzys III wieku historycy nazywają także „wiekiem anarchii”, „okresem przejściowym”, „epoką żołnierzy-cesarzy” lub „monarchią wojskową”. 

### Kryzys polityczny
Większość cesarzy dochodziła do władzy drogą wojskowych przewrotów dokonywanych za pomocą armii granicznych. Władcy ci utrzymywali władzę przez kilka miesięcy i ginęli najczęściej z rąk własnych żołnierzy, w trakcie kolejnego przewrotu. W sumie w latach 235–284 co najmniej 51 osób otrzymało, prawomocnie lub nie, tytuł cesarza. Większość cesarzy usiłowała przezwyciężyć problem sukcesji wyznaczając swych synów lub krewnych współwładcami, nadając im tytuły cezara (młodszego władcy) lub augusta (władcy równorzędnego). Nie zapobiegło to jednak kolejnym kryzysom władzy, zwłaszcza że wyznaczeni na współrządców cesarze często byli małoletni i w razie zamachu, również ginęli z rąk żołnierzy. 
W czasie tym stołeczny Rzym stracił na swym politycznym znaczeniu, gdyż cesarze większość czasu spędzali w prowincjach, broniąc najechanych ziem. Ponieważ władców obwoływały legiony, cesarz nie potrzebował aprobaty senatu czy ludu rzymskiego. Wielu cesarzy tego okresu nawet nie odwiedziło Rzymu w ciągu swoich rządów, rezydując w innych miastach cesarstwa jak Nikomedia, Trewir czy Mediolan, skąd bliżej było do wciąż zagrożonych najazdami granic.

### Kryzys militarny
Kryzys militarny trzeciego wieku związany był z agresją sąsiadów cesarstwa: perskiej monarchii Sasanidów, która w roku 224 zastąpiła Partów jako władców Persji, oraz naporem plemion północy, głównie Germanów. Najazdy barbarzyńców nękały właściwie wszystkie zachodnie i północne prowincje cesarstwa, jak również Kapadocję, Achaję, Egipt i Syrię. Częste zmiany na tronie prowadziły także do walk wewnętrznych i wojen domowych: w latach 258–274 Galia funkcjonowała na wpół niezależnie jako tzw. cesarstwo galijskie pod rządami Postumusa i jego następców. Natomiast, w tym samym okresie, Septymia Zenobia zdołała utworzyć na wschodzie, z ziem Egiptu, Lewantu i części Anatolii, sprawne Cesarstwo Palmyry.

### Kryzys gospodarczy
Potrzeba obrony granic przed najazdami plemion germańskich i armii perskiej zmuszała cesarzy do nadmiernego rozbudowania armii, której koszty utrzymania wzrosły i gospodarka rzymska nie była w stanie ich udźwignąć. By utrzymać system zaopatrywania armii, cesarze narzucali na ludność olbrzymie ciężary fiskalne i uzupełniali braki w skarbcu poprzez tzw. „psucie monety”, tj. wypuszczanie w obieg monety, która zamiast szlachetnych kruszców zawierała dużą domieszkę metali nieszlachetnych. „Psucie monety” prowadziło do hiperinflacji, którą próbowano opanować narzędziami gospodarki nakazowej. Z drugiej strony instytucje podatkowe nie chciały pobierać podatku w bezwartościowej monecie, a zamiast tego w produktach. Gospodarka cesarstwa powróciła skutkiem tego w znacznej części do stanu gospodarki towarowej. Spowodowało to z kolei upadek miast, zwłaszcza w zachodniej części imperium.

## Przebieg
Okres kryzysu można umownie podzielić na 4 podokresy:
- W pierwszym z nich, trwającym od śmierci Aleksandra Sewera (235) do śmierci Decjusza (251) charakterystyczne było stopniowe narastanie oznak kryzysu przy równoczesnych bezskutecznych próbach zapobieżenia mu.
- W drugim, trwającym od śmierci cesarza Decjusza (251) do pojmania Waleriana I (260) chaos ogarniający państwo nasilił się przy równoczesnym prawie całkowitym braku przeciwdziałania. Wyczerpaniu uległy dotychczasowe możliwości, z powodu rozpadu aparatu administracyjnego i upadku militarnego państwa; w tym okresie jeszcze nie istniała koncepcja reform.
- Trzeci, obejmujący okres jedynowładztwa Galiena (260–268) charakteryzuje się utrzymaniem (lub nawet narastaniem) oznak upadku przy równoczesnych reformach, zwłaszcza wojskowych, które w przyszłości pozwoliły na przezwyciężenie kryzysu.
- Ostatni podokres, trwający od śmierci Galiena (268) do objęcia władzy przez Dioklecjana (284) charakteryzuje się stopniowym przezwyciężaniem kryzysu oraz odbudową granic i reformami konsolidującymi państwo.

## Skutki
- Trwający dwa wieki proces wzmacniania autorytetu i zakresu władzy cesarskiej uczynił z princepsów władców absolutnych, których głównym oparciem miało stać się zamiast senatu – wojsko. Nową fazę w rozwoju cesarstwa nazwano dominatem (od słowa dominus, czyli „pan”).
- Senat rzymski został ograniczony do administrowania miastem Rzym i dekoracji w systemie nowej władzy.
- Powołano tetrarchię (współrządy 4 cesarzy), dla lepszej ochrony granic wciąż olbrzymiego imperium.
- Reformy administracyjne Dioklecjana zmieniły oblicze cesarstwa: podzielił prowincje, zwiększając ich liczbę z 50 do 110 i pogrupował je w 13 diecezji.
- W nowym podziale administracyjnym oddzielono funkcje wojskowe od cywilnych.
- Armia – która osiągnęła niesłychaną liczbę 600 000 żołnierzy – została podzielona na stacjonującą w głębi państwa i graniczną.
- By zwalczyć hiperinflację, wprowadzono nową monetę złotą (aureus) i srebrną (argentus).
- Ustanowiono dekret o cenach maksymalnych, za którego złamanie groziła kara śmierci.
- Wprowadzono przymus dziedziczenia zawodu z ojca na syna.
- Imperium nieodwracalnie straciło: 
  - północną część Germanii Inferior (dzisiejszą Holandię, na północ od Renu),
  - prowincję Dację,
  - fragment prowincji Górnej Germanii (dzisiejsza Badenia-Wirtembergia),
  - ziemie północnej Mezopotamii (wschodnia połowa Syrii) zostały oddane Persji Sasanidów,
  - natomiast w Afryce ataki ludów berberyjskich zmusiły imperium do wycofania się z głębi Afryki, niemal na samo wybrzeże kontynentu.
- Początek kryzysu zakończył epokę Pax Romana, trwającą 265 lat.